# 幻魔大戦 Rebirth
『幻魔大戦 Rebirth』（げんまたいせんリバース）は、平井和正・石ノ森章太郎の幻魔大戦シリーズ全般を原作とする、七月鏡一の脚本、早瀬マサト・石森プロの作画による漫画。

## 概要
2014年から『クラブサンデー』にて配信開始された。その後、『サンデーうぇぶり』に移籍して2019年まで連載された。
少年マガジン版の最終話後の時点からストーリーが開始されているため、続編として捉えることもできるが、その悲劇を変えるためにステラとベガが過去へ行き、少年マガジン版でのルナやベガに近い行動を取るなど、リメイク漫画としての側面も持つ。
また、シリーズ全体を内包した物語を企図しており、東丈とベガのつながりが語られる際、丈の過去世として『新幻魔大戦』や『真幻魔大戦』で過去世とされた人物が描かれたり、『幻魔大戦 神話前夜の章』（リュウ版）の主人公ルーフとジンが登場して作中における現代の超能力者に力を貸すなど、少年マガジン版以外の幻魔大戦シリーズのストーリー、人物、台詞、用語などの要素も様々に取り入れられている。
それに加えて以下の通り、石ノ森の他の漫画のキャラクター多数、また平井の他の小説（あるいは他の漫画家との漫画）のキャラクターも登場する壮大なクロスオーバー作品にもなっている（#各話の構成の※の箇所を参照）。

## 各話の構成
| 章題（サブタイトル） | 通算の話数      | 章の話数       |
| -------------------- | --------------- | -------------- |
| グランド・プロローグ | 第1話           | 1話            |
| 東丈                 | 第2話 - 第6話   | 5話（I - V）   |
| ソニー・リンクス     | 第7話 - 第9話   | 3話（I - III） |
| ニューヨーク黙示録   | 第10話 - 第13話 | 4話（I - IV）  |
| 時空の管理人         | 第14話 - 第17話 | 4話（I - IV）  |
| 嵐の中の邂逅         | 第18話          | 1話            |
| 東京戦線             | 第19話 - 第24話 | 6話（I - VI）  |
| 見知らぬ世界         | 第25話 - 第30話 | 6話（I - VI）  |
| 東丈の消失           | 第31話          | 1話            |
| 幻魔領域             | 第32話 - 第40話 | 9話（I - IX）  |
| 東丈の帰還           | 第41話 - 第45話 | 5話（I - V）   |
| 幻魔経済入門         | 第46話          | 1話            |
| 悪霊の王女           | 第47話 - 第48話 | 2話（I - II）  |
| 虎の檻               | 第49話 - 第54話 | 6話（I - VI）  |
| 集結の時             | 第55話 - 第57話 | 3話（I - III） |
| 黒き竜               | 第58話 - 第60話 | 3話（I - III） |
| ハルマゲドン         | 第61話 - 第65話 | 5話（I - V）   |
| 終章 約束の扉        | 第66話          | 1話            |

グランド・プロローグ
少年マガジン版での戦いを、ベガの回想としてダイジェスト的に描いた序章。地球へ来る前のベガの戦いでは、小説『真幻魔大戦』で描かれたシーンも加えられている。最後にルナの娘ステラが現れ、戦いに敗れて破損していたベガを修復し、時空を超えた新たな戦場に導く。
※少年マガジン版同様、イワン・ウィスキー、ミュータント・サブ、猿飛エツ子が登場。
東丈
少年マガジン版と同様の状況に、ベガ（に化けた幻魔）が東丈を追い込む。本物のベガとステラも現れ、東丈が初めの覚醒を行うまでが描かれる。
東丈、ベガ、東三千子、久保陽子が登場。
※『ジュン』の主人公ジュンが丈の同級生として登場、パラレルワールドについて説き、久保陽子と丈を引き合わせる。ジュンは準レギュラーとしてこの章以降も登場する。
ソニー・リンクス
ステラが力を失い眠りについた頃、ニューヨークでは仲買人スミスを名乗る幻魔が悪夢を見る男から夢を買い、その悪夢を現実に呼び寄せる。
ソニー・リンクス（サンボ）、ジョージ・ドナーが登場。
※『仮面ライダーBlack』のシーサー怪人が、軍人・オズボーン准将（の皮をかぶった幻魔・ザメディ）として登場。
ニューヨーク黙示録
正体を現したザメディとの戦い。少年マガジン版などのオマージュ的な部分がある。
※『サイボーグ009』のイワン・ウイスキー（001）が重要なキーパーソンとして登場、準レギュラーとしてこの章以降も登場する。
時空の管理人
クェーサーとベアトリスの釵が登場。
※イワンの過去の回想（『サイボーグ009』の「誕生編」プロローグを一部なぞる）でその周辺人物も登場。
嵐の中の邂逅
漫画『幻魔大戦』（リュウ版）のルーフとジンが登場。
東京戦線
三千子を巡って各国の情報機関、超能力者たち、“神話同盟”が争い、幻魔が暗躍する。
犬神一族の月影（『真幻魔大戦』の行者姿）が登場。
※『ミュータント・サブ』の風田三郎が登場。また、一時的にイナズマンにも変身。“神話同盟”の長の長子ダミアンが『ギルガメッシュ』のギルガメッシュと同一デザインで登場。
見知らぬ世界
丈は三千子の存在しない世界に飛ばされる。
東卓、クロノス、タイガーマンが登場。
※『イナズマン』の桜山高校のメンバーや女性教師・小巻と同一デザインのキャラクターが登場。また、風田三郎が引き続き登場する。
東丈の消失
※風田三郎が引き続き登場。
幻魔領域
『真幻魔大戦』で描かれた幻魔世界、獣人たちが登場。また、リュウ版のマ王が登場。
※アメリカ軍の極秘部隊“ブラックバード”の指揮官、“破壊王”ギル、および“雲の人”がいずれもギルガメッシュと同一デザインで登場。
東丈の帰還
ナオミが登場、また、ルーフとジンが再び登場。
※『さるとびエッちゃん』の猿飛エツ子とブクがこの章以後継続して登場。
幻魔経済入門
ダミアンは自らを取り込んだ、人類社会の会社を模した幻魔の組織を率いる「会長」こと幻魔の地球侵略軍副司令官・ゼムドと対面し、助力を得る。
※サブタイトルを含めて『マンガ日本経済入門』のパロディになっている。また、ラーメン屋台の店主として『サイボーグ009』の張々湖（006）が登場。
悪霊の王女
ダミアンは「会長」ゼムドから与えられた、無意識に超能力を発動して視界に入った人間をことごとく殺戮する少女ジルと対面し、不死身の肉体で少女の能力に対抗する。その直後、なぜか2人に分裂した東丈の一方と、再び戦う。
“ブラックバード”が超能力者狩りを行っていること、そして指揮官がダミアンその人であったことが明かされる。
※平井の小説『悪霊の女王』のアニマが、ジルの精神の中にいる存在として登場。
虎の檻
ドナーたちが超能力者狩りによって、タイガーマンと幻魔の監視する超能力者の収容所に囚われている。抗議に訪れたミス・クローノも囚われの身となる。
一方、丈は、いつの間にか持っていた「ベアトリスの釵」の由来を知る。
『新幻魔大戦』での、香川千波とベアトリス王女の出会いからお時の誕生と最初の時間跳躍までが、丈が釵から伝達される記憶として回想される。
集結の時
丈のもとに超能力者たちが集結する。一方、ジュンも現れ、自らの正体が幻魔の地球侵略軍総司令官・シグであることを明かし、丈たちに宣戦布告する。
黒き竜
ロシアのスボロワ市が幻魔の支配地と化し、人間たちがゾンビ化していく。それを首謀したゼムドは、丈を人類の代表として「商談」をもちかけるが、丈はそれを断って戦いになる。敗れた丈は、地球土着の魔族たちに引き渡されるが、かつて“幻魔牢獄”で丈が助けた幻魔ガモンが巨大な“黒き竜”となって現れ、丈を助ける。
ハルマゲドン
ゼムドはシグに抹殺され、ゼムドを苗床として巨大な幻魔樹が出現する。ロシア軍の核攻撃のエネルギーも糧にして火竜が出現し、人類は壊滅状態になる。丈はかつて戦った火竜と再び対戦して打ち破る。超能力者たちが再び集結し、フロイも現れる。シグは月を急接近させてかつての戦いを再現するが、丈は集結した超能力者の力を借りて、月を元に戻し、シグと直接対決する。
終章 約束の扉
丈は大勢の人々の力を統合し、シグを破るが、とどめを刺す代わりに“幻魔大王”と会わせるよう要求する。シグはそれに応じ、丈はベガ一人を連れて、シグ自身も見たことがない、幻魔の始まりの地へと向かう。しかしそこにあったのは“幻魔大王”ではなかった。シグは自身驚きながらも、秘密を守るため、過去に干渉して歴史を変え、幻魔の地球侵攻作戦そのものを無かったことにし、また地球に手を出して丈が（再び）幻魔と接触することがないよう図る。“幻魔諸将”の攻撃でシグとベガが犠牲になるが、丈は次元関門を越え、新たな平行宇宙でルナと出会う。

## 登場人物
ここでは、主人公の東丈とステラのみ記述。これまでの幻魔大戦シリーズのキャラクターや石ノ森章太郎の別作品のキャラクターが多数登場するが、そちらについては上述の一覧を参照。
東丈（あずま じょう）
本作および幻魔大戦シリーズの主人公。少年マガジン版の舞台であるステラがもともといた世界では、1967年頃に高校2年生だったが、この世界では1967年から半世紀ほど経っているのに高校2年生で登場する。
ステラがもともといた世界では姉を殺されたことで次第にルナたちと距離をとるようになり、その怒りなどの負の感情により幻魔に支配され、魔王になってしまったことが明かされている。
ステラ
ルナと東丈の娘。初登場時はルナを思わせる成長した姿で登場していたが、それはサイキックエネルギーで自分の姿を変えていただけで、実際はまだ幼い子供だった。

## 用語
神話同盟（ミュートス）
奥多摩山中の城を拠点とする集団。ラミルカとダミアンを頂点とした組織だが、少年マガジン版のみに登場したフランケンなどのエスパー戦団の超能力者なども所属する。

## 書誌情報
- 平井和正・石ノ森章太郎（原作）、七月鏡一（脚本）、早瀬マサト・石森プロ（漫画）『幻魔大戦 Rebirth』小学館〈少年サンデーコミックススペシャル〉、全11巻
  1. 2015年4月17日発売 ISBN 978-4-09-126118-2
  2. 2015年8月18日発売 ISBN 978-4-09-126285-1
  3. 2016年3月18日発売 ISBN 978-4-09-127039-9
  4. 2016年11月18日発売 ISBN 978-4-09-127456-4
  5. 2017年4月18日発売 ISBN 978-4-09-127598-1
  6. 2017年10月18日発売 ISBN 978-4-09-127888-3
  7. 2018年3月16日発売 ISBN 978-4-09-128205-7
  8. 2018年9月18日発売 ISBN 978-4-09-128618-5
  9. 2019年3月18日発売 ISBN 978-4-09-129097-7
  10. 2019年9月12日発売 ISBN 978-4-09-129412-8
  11. 2020年2月12日発売 ISBN 978-4-09-850037-6